# 轢死

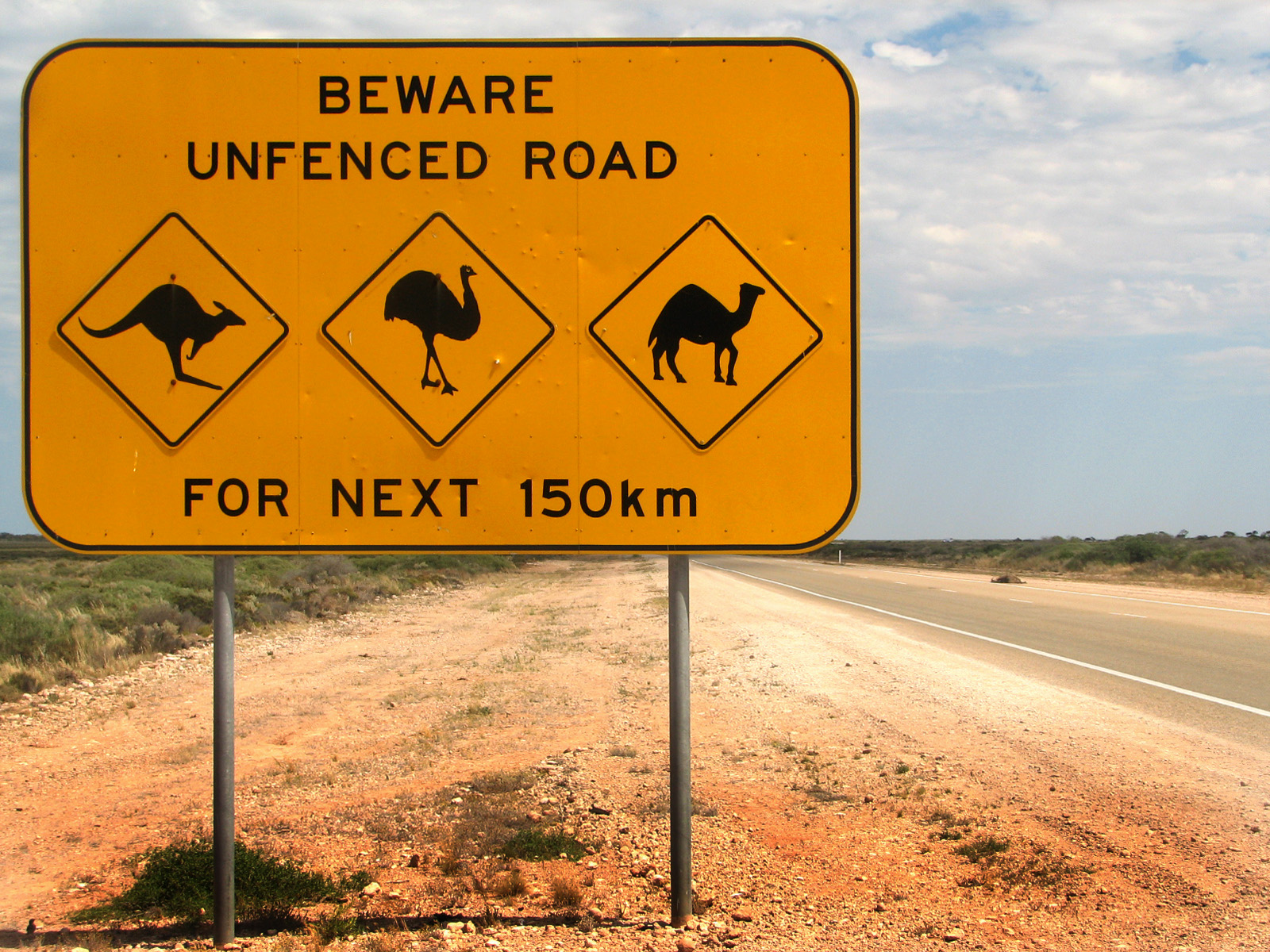
オーストラリアのフェンスが無く大型動物（エミューやカンガルーなど）が飛び出す可能性を知らせる看板

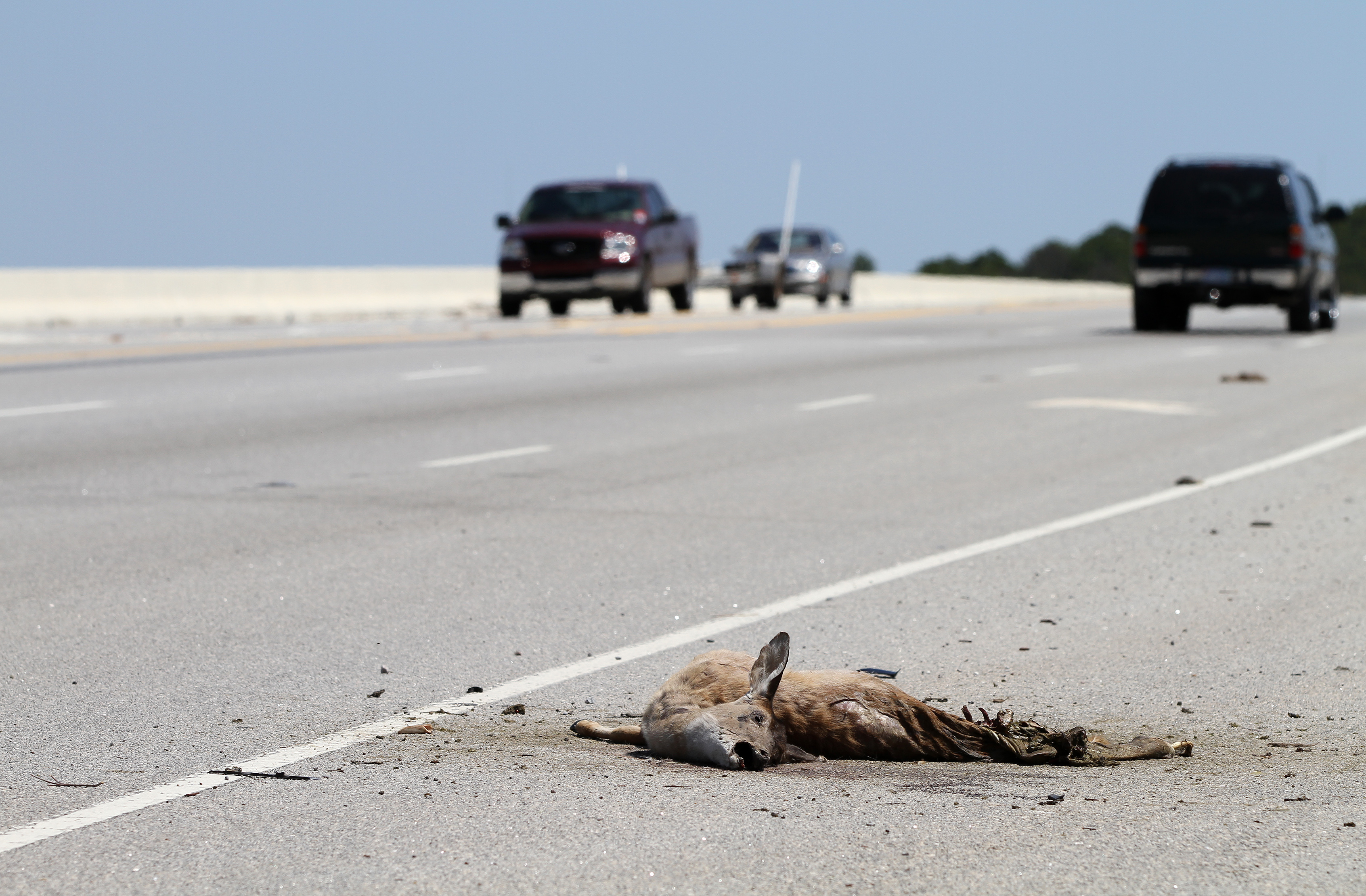
交通事故にあったシカ

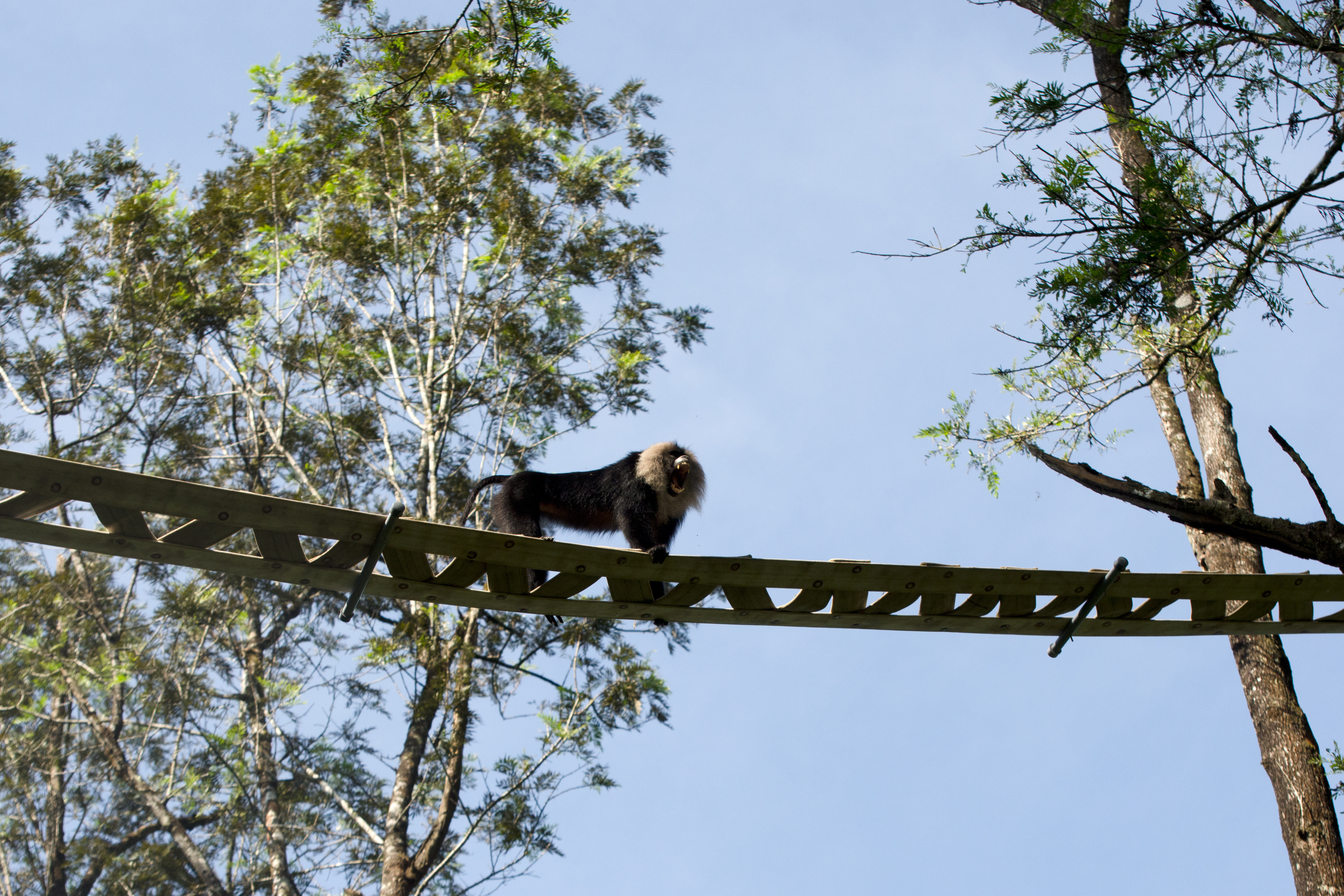
動物を安全に移動させるアニマル・オーバー・パス。地下道の場合はアニマル・アンダー・パスという。

轢死（𮝩死、れきし）は、車両等の移動装置の通行に巻き込まれ、車輪などの下敷きになって死亡する事である。

## 概要
これらの状況における死因の多くは、移動する装置表面に衝突した事による打撲と重量物が上を通過した事による圧搾であるが、鉄道車両のように硬くて細い接触面しかない車輪による轢死の場合は、切断されることもある。押し潰されるために損傷が激しく、また周囲に肉片が飛び散ることも多く、非常に凄惨な状況になる。
力学上では、肉体上を通過する車輪に掛かる重量と接地面積により損傷状況は異なるが、直接轢かれた部分以外でも、車両底部への接触・衝突により、様々な傷を負うこともあるため、えてして轢死した遺体の損傷状況は、非常に広範囲に及ぶ。

## 鉄道における轢死
鉄道事故の場合、列車は自動車に比べてはるかに重量が重いうえ、制動力が低く急停車しても衝突時の速度は自動車ほど下げることができず、さらに接触面が硬く細いため、衝突を受けた人の肉体に与えられる運動エネルギーと圧力は自動車とは比べ物にならないほど大きい。したがって遺体の損傷も自動車による轢死に比べて甚だしいものとなり、また停車するまでに自動車などよりも距離を有するため組織片が広範囲に飛び散る。これにより事故調査だけでなくその後の遺体の回収も困難を極める。しかも、遺体をきちんと片付けずに運行を再開すると、今度は遺体に含まれる脂肪や血液等によってブレーキの効きが悪くなり、更なる事故を惹起する原因になりかねない。
なお、鉄道職員は轢死体のことを内部用語で「マグロ」と呼ぶこともあるといわれている。

## ランオーバキル(ロードキル)
主に道路を走行中の自動車が動物、特に哺乳類を轢死させてしまうことをいう。

### 概要
ランオーバキルは過失で起こることがほとんどで、動物の大きさにもよるが犬猫程度までの小型動物の場合は車の運転手は気づかないか気づいてもそのまま放置することが多い。しかしシカなど大型草食動物との接触では、人身事故以上に車体に掛かる衝撃は大きく、フロントガラスを突き破るなどのケースもあり、また衝突後にコントロールを失って運転を誤り大事故に発展するケースも見られる。例えば北海道警察が警告するところとしては、エゾシカとの接触により2006年上半期だけでも352件（内人身事故2件）が発生しているという。
一方、小形の動物に関するランオーバキルでは、それら動物が天然記念物など保護対象（保護動物）である場合に問題視される。日本ではイリオモテヤマネコやツシマヤマネコ、ヤンバルクイナといった動物の事故が問題視されている。
道路凍結防止用の塩を求めて、動物が道路に引き寄せられる傾向がある。

### 対策

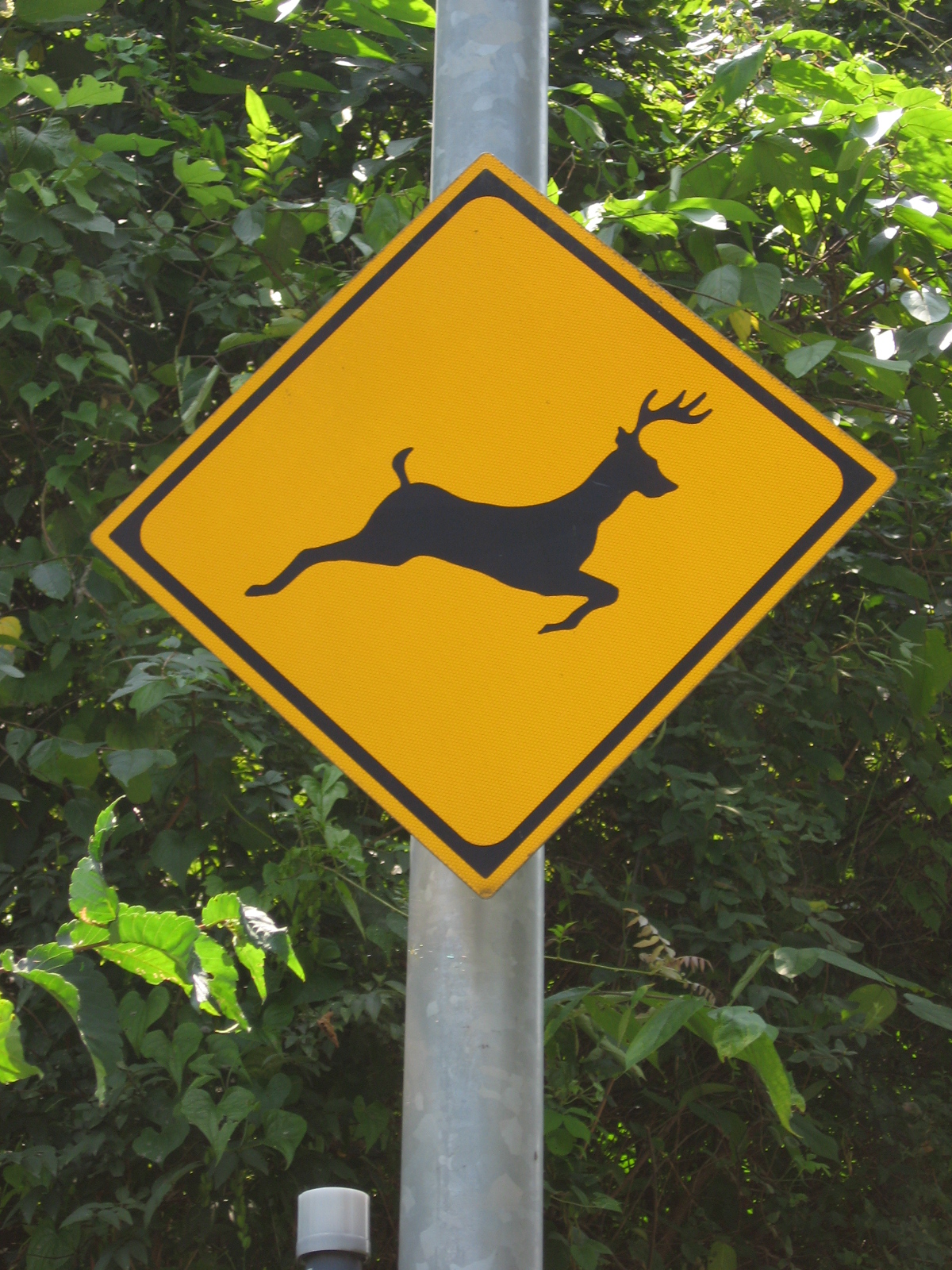
『動物が飛び出すおそれあり』の標識

こういった大型動物との衝突事故の一因となっているのが、人間の交通に利用するため野生動物の生活圏を切り開いて道路を設営する際、その道を横断する形で移動する群れの存在があり、こういった動物の移動経路を知らぬ間に人間の道が分断している場合には事故が集中する傾向も見られる。このため道路を設置する際に通行するドライバーに注意喚起する道路標識が設置される。
大型動物との衝突から車体とドライバーを守るための装備として、オーストラリアなどでは俗に「カンガルーバンパー」（Bullbar）と呼ばれる強化バンパーも見られる。特に荒野を走ることも多い地域では、衝突によって車が故障した場合に、直ちに生命に関わるほど人里離れた場所で救助を待たなければならなくなるためである。ただこの大型バンパーは、日本で1990年代のレクリエーショナル・ビークル（RV）流行に際して、野趣あふれるアクセサリーパーツとして装着する車も増加、これが人身事故を起こした際にちょうど腰椎の位置にバーが衝突するなどで負傷をひどくしているとして社会問題化、メーカーの自主規制の形で姿を消している（バンパー#カンガルーバー参照）。
事故を極力減らす取り組みとして、道路の構造として路面を横断しなくて済むようけもの道を設置する場合もあり、道路を横断するトンネルや橋などの野生生物横断路（ワイルドライフ・クロッシング）を設ける試みも世界各地で行われている。カナダのバンフ国立公園にあるアニマル・パスなどが有名である。

### 研究と法律
日本の法律では、動物の死骸は埋葬や供養などを行わない場合は廃棄物処理法での一般廃棄物として扱われる。廃棄物の処理及び清掃に関する法律5条において、これらの廃棄物は清掃しないとならないので、動物の轢死体は道路管理者(自治体)へ連絡することとなる。
これらの死体を放置した場合、病原体の拡散、他の野生動物の誘因により2次被害を引き起こすため速やかに対処することが求められる。
ロードキルに対するドライバーの対応
1996年にカナダのオンタリオ州で行われた研究によれば、通常時であればタイヤが通らない路上の位置で爬虫類の死骸があることから、意図的にロードキルを起こしている可能性が指摘され2007年に調査が行われた。亀や蛇などの人形を路上において観察された調査では、2.7％のドライバーが意図的にロードキルを引き起こしていることや、男性ドライバーは女性ドライバーよりも爬虫類の人形にぶつかることが多いことが判明した。一方で、男性ドライバーの3.4%、女性ドライバーの3%が動物を助けるために自動車を停車させて降車している。
日本においては、意図的（故意）にロードキルした場合は、鳥獣保護法違反。ペットの場合は器物損壊罪や動物愛護管理法違反や飼い主から損害賠償に問われる可能性がある。やむを得ず轢いてしまった場合でも『物損事故』として、速やかに警察へ報告する義務がある。これらの義務を怠り、即座に停車して通報しなかった場合は道路交通法違反となる。